# Marist FC
Marist FC (teilweise auch Marist Fire FC) ist ein salomonischer Fußballverein aus der Hauptstadt Honiara. Der Verein gewann insgesamt dreimal die nationale Meisterschaft.
Der größte Erfolg, neben den drei Meistertiteln, war für Marist Fire die Qualifikation für den OFC Champions Cup 2006 in Auckland, Neuseeland. Marist schied nach einer 10:1-Niederlage gegen den späteren tahitianischen Finalisten AS Pirae, einer 3:1-Niederlage gegen Auckland City FC und einem 7:1-Sieg gegen Sobou FC aus Papua-Neuguinea in der ersten Gruppenphase des Wettbewerbs aus.
Während der Telekom S-League 2013/14 wurde Marist FC vom salomonischen Verband nach wenigen Spieltagen auf Grund der nicht bezahlten Anmeldegebühr von 20.000 Salomonen-Dollar (2.181,08 €) aus der Liga ausgeschlossen.

## Erfolge

Ehemaliges Vereinslogo von Marist Fire FC

### National
- Telekom S-League: (3)

2006, 2009, 2016

### International
- OFC Champions League: vier Teilnahmen

2007: 3. in Gruppe B
2009/10: 4. in Gruppe B
2017: 2. in Gruppe D
2018: Halbfinale
- Oceania Club Championship: eine Teilnahme

2006: 3. in Gruppe A